# Hugo Jäntsch
Hugo Jäntsch (* 13. Mai 1867 in Radisleben; † 4. März 1939 in Dessau) war ein deutscher Verwaltungsbeamter und Politiker (DNVP). Er gehörte von 1918 bis 1920 der Konstituierenden Landesversammlung und von 1920 bis 1928 dem Landtag des Freistaates Anhalt an. Er war 1924 ein halbes Jahr Staatsminister unter der Regierung Willy Knorr.

## Leben
Nach dem Besuch des Gymnasiums in Quedlinburg und dem Militärdienst studierte er Rechtswissenschaften. Am Oberlandesgericht Naumburg legte er 1891 das Erste juristische Staatsexamen ab. Während seines Studiums wurde er Mitglied beim Verein Deutscher Studenten Halle. Als Referendar war er anschließend am Amtsgericht Ballenstedt, am Landgericht Dessau und 1893 bei der Staatsanwaltschaft in Bernburg und legte sein Zweites Staatsexamen ab. Er war bis 1902 Amtsrichter in Oranienbaum und dann Landgerichtsrat in Dessau.